# Disciseda
Disciseda is een geslacht van schimmels uit de familie van Lycoperdaceae. 

## Soorten
Volgens Index Fungorum telt het geslacht 41 soorten:
| Soortnaam                                 | Auteur(s)                   | Publicatiejaar |
| ----------------------------------------- | --------------------------- | -------------- |
| Disciseda africana                        | (Har. & Pat.) Dring         | 1964           |
| Disciseda alpina                          | Kreisel                     | 1976           |
| Disciseda andina                          | Speg.                       | 1912           |
| Disciseda anomala                         | (Cooke & Massee) G. Cunn.   | 1927           |
| Disciseda arida                           | Velen.                      | 1939           |
| Disciseda atra                            | (Lloyd) Zeller              | 1947           |
| Disciseda australis                       | G. Cunn.                    | 1927           |
| Disciseda bovista (Grote kop-op-schotel)  | (Klotzsch) Henn.            | 1903           |
| Disciseda brandegeei                      | (Lloyd) Zeller              | 1947           |
| Disciseda calva                           | (Z. Moravec) Z. Moravec     | 1958           |
| Disciseda candida (Kleine kop-op-schotel) | (Schwein.) Lloyd            | 1902           |
| Disciseda castanea                        | (Lév.) Bottomley            | 1948           |
| Disciseda cervina                         | (Berk.) Hollós              | 1902           |
| Disciseda circumscissa                    | (Berk. & M.A. Curtis) Speg. | 1912           |
| Disciseda collabescens                    | Czern.                      | 1845           |
| Disciseda debreceniensis                  | (Hazsl.) Hollós             | 1902           |
| Disciseda defodiodis                      | (Lloyd) Zeller              | 1947           |
| Disciseda errurraga                       | Grgur.                      | 1997           |
| Disciseda hollosiana                      | Henn.                       | 1902           |
| Disciseda hyalothrix                      | (Cooke & Massee) Hollós     | 1902           |
| Disciseda hypogaea                        | (Cooke & Massee) G. Cunn.   | 1927           |
| Disciseda johnstonii                      | (Lloyd) Zeller              | 1947           |
| Disciseda juglandiformis                  | (Berk. ex Massee) Hollós    | 1902           |
| Disciseda kaloola                         | Grgur.                      | 1997           |
| Disciseda kiata                           | Grgur.                      | 1997           |
| Disciseda levispora                       | (Lloyd) Zeller              | 1947           |
| Disciseda luteola                         | (Lloyd) Zeller              | 1947           |
| Disciseda macrospora                      | Speg.                       | 1921           |
| Disciseda minima                          | Dring                       | 1964           |
| Disciseda muelleri                        | (Berk.) G. Cunn.            | 1927           |
| Disciseda muntacola                       | Grgur.                      | 1997           |
| Disciseda ochrochalcea                    | Kreisel                     | 1976           |
| Disciseda pedicellata                     | (Morgan) Hollós             | 1902           |
| Disciseda pila                            | R.E. Fr.                    | 1909           |
| Disciseda singeri                         | Z. Moravec                  | 1954           |
| Disciseda subterranea                     | (Peck) Coker & Couch        | 1928           |
| Disciseda uplandii                        | (Lloyd) Zeller              | 1947           |
| Disciseda uruguayensis                    | (Speg.) Hollós              | 1902           |
| Disciseda velutina                        | (Berk. & Broome) Hollós     | 1902           |
| Disciseda verrucosa                       | G. Cunn.                    | 1926           |
| Disciseda zeyheri                         | (Berk. ex Massee) Hollós    | 1902           |